# Canton d'Alès-Est
Le canton d'Alès-Est est une ancienne division administrative du département du Gard, dans l'arrondissement d'Alès.
Ce canton a existé de 1858 à 1973. Il découle de la scission du canton d'Alès en deux cantons.
Il était composé de la partie est de la commune d'Alès et des communes de Les Plans, Méjannes (ancien nom de la commune de Méjannes-lès-Alès), Mons, Rousson, Saint-Hilaire-de-Brethmas, Saint-Julien-de-Valgalgues (ancien nom de la commune de Saint-Julien-les-Rosiers), Saint-Martin-de-Valgalgues, Saint-Privat-des-Vieux, Salindres et Servas.
En 1973, le canton a été scindé en deux cantons, celui d'Alès-Nord-Est et celui d'Alès-Sud-Est.

## Conseillers généraux
| Période | Période           | Identité                  | Étiquette          | Qualité |
| ------- | ----------------- | ------------------------- | ------------------ | --- |
| 1858    | 1867              | Vicomte Charles de Cambis |                    | Intendant général |
| 1867    | 1880              | Baron Charles d'Hombres   | Droite             | Propriétaire à Alais Maire de Saint-Hippolyte-de-Caton                                                                                          |
| 1880    | 1886              | Laurent Roch              | Républicain        | Docteur-médecin à Alais |
| 1886    | 1904              | Fernand de Ramel          | Droite monarchiste | Député (1889-1914) Maire d'Alès (1896-1900) |
| 1904    | 1922              | Léon Dastarac             | Droite             | Avocat à Alais (Alès) |
| 1922    | 1925              | Gaston Castang            | Rad.               | Magistrat |
| 1925    | 1935 (déchu)      | Fernand Valat             | PC-SFIC            | Instituteur Maire d'Alès (1925) Député (1936-1940) Fusillé sommairement le 25 août 1944 à Alès                                                  |
| 1936    | 1940              | Charles Plantier          | PC-SFIC            | Directeur des régies municipales d'Alès Maire de Canaules-et-Argentières, destitué en 1940 (décrets Daladier)                                   |
|         |                   |                           |                    | |
| 1945    | 1951              | Paul Béchard              | SFIO               | Maire d'Alès (1947-1965) Député (1946-1948 et 1951-1955) Ministre (1946-1948) Gouverneur général de l'Afrique-Occidentale française (1948-1951) |
| 1951    | 1958              | Marcel Ferrier            | PCF                | Employé à la Sécurité Sociale |
| 1958    | 1964              | Émile Roure               | SFIO               | Agent EDF, Alès |
| 1964    | 1970 (annulation) | Georges Brun              | DVD                | Géomètre Maire de Saint-Privat-des-Vieux (1965-1983)                                                                                            |
| 1970    | 1973              | Daniel Verdelhan          | PCF                | Enseignant à Alès Elu en 1973 dans le Canton d'Alès-Sud-Est                                                                                     |

### Conseillers d'arrondissement (de 1858 à 1940)
| Période | Période      | Identité                        | Étiquette   | Qualité |
| ------- | ------------ | ------------------------------- | ----------- | --- |
| 1858    | 1864         | Victor Castillon                |             | Avocat |
| 1864    | 1883         | Paul de Lachadenède (1819-1894) | Légitimiste | Avocat, maire de Servas                                                                                     |
| 1883    | 1888         | Cyprien Deyrolles               | Républicain | Architecte, propriétaire à Saint-Martin-de-Valgalgues                                                       |
| 1888    | 1916 (décès) | Léopold Balme                   | Droite      | Architecte à Alais                                                                                          |
| 1916    | 1919         | siège vacant                    |             | |
| 1919    | 1925         | Louis Bonnefoi                  | Royaliste   | Industriel à Alais                                                                                          |
| 1925    | 1931         | Arthur Molines                  | PC-SFIC     | Secrétaire de l'union locale des syndicats et de la Bourse du Travail d'Alès                                |
| 1931    | 1937         | Paul Chabrol                    | Libéral     | Avocat au barreau d'Alès                                                                                    |
| 1937    | 1940         | Roger Roux                      | PC-SFIC     | Secrétaire de mairie à Saint-Martin-de-Valgalgues, destitué en 1940 (décrets Daladier)                      |
| 1940    |              |                                 |             | Les conseils d'arrondissement ont été suspendus par la loi du 12 octobre 1940 et n'ont jamais été réactivés |

### Juges de paix
- 1859-1864 : Aldebert Polge[15]
- 1864-1874 : Auguste de Taillas[16]
- 1874-1879 : Antoine Teyssier[17]
- 1879-1885 : ? Pagès-Teysson[18]
- 1885-1892 : Casimir Champetier[19]
- 1892-1895 : Paul Poulle[20]
- 1895-1899 : Albert Dugua[21]
- 1899-1912 : ? Largier[22]
- 1912-1917 : Paul Sagnes[23]
- 1917-1921 : Auguste Peladan[24]
- 1921-1928 : Jean Vernier[25]
- 1928-1934 : Félix Lavalette[26]
- 1934-1939 : Michel Boudal[27]
- 1939-1941 : Achille Pupil[28]
- 1941-1946 : Charles Eyraud-Joly[29]
- 1946-1954 : Pierre Courageot[30]
- 1955-1959 : Jean Palau[31]

Les juges de paix sont supprimés à compter du 2 mars 1959.